# 路易吉·迪马约
路易吉·迪马约（義大利語：Luigi Di Maio，發音：[luˈiːdʒi di ˈmaːjo]；1986年7月6日—），意大利政治人物，前任外交與國際合作部部長、前副總理。
2013年成為眾議員，並於同年當選擔任在十七屆眾議院副議長。2017年接替反建制政黨五星運動的創立人贝佩·格里洛的黨魁職務。至2018年議會解散，故卸任副議長。同年大選後與北方聯盟合組政府，擔任義大利副總理兼經濟發展部長、勞動和社會政策部長。
翌年聯合政府解散，他在與左派政黨合組的新內閣中改任外交與國際合作部長。

## 早年生活
路易吉·迪马约於1986年出生於阿韋利諾；他是三兄弟中最年長的。他的父親安東尼奧是一位小型房地產企業家和新法西斯主義意大利社會運動（MSI）的地方議員，而他的母親是意大利語和拉丁語的老師。
2007年，他在那不勒斯的聖保羅體育場被註冊為學徒記者，之後短暫地擔任網站管理員和飲料銷售商（儘管他聲稱自己是管家）。

## 政治
2007年，迪马约是政治團體“畢普·葛里洛之友”的創始人之一，這是五星運動（M5S）的前身，由流行喜劇演員於2009年10月創立。
在2013選舉中，他當選為意大利議會眾議院議員。2013年3月21日，他成為眾議院最年輕的副議長。
在2017年7月12日，迪馬尤正式追究誹謗繼瑪麗卡Cassimatis，前者五星運動市長候選人在提出申訴熱那亞，同時，2017年7月28日記者埃琳娜波里道利控告他還誹謗。迪馬約（Di Maio）行使了議會豁免權。他以前曾批評過這種特權，並保證永遠不會利用這種特權。
迪马约（Di Maio）通常被認為是最務實和“制度性”的，但也是民粹主義程度最低的五星級政治家。他是新法西斯意大利社會運動成員的兒子，被認為是該運動溫和和“政府”派別的領導人。M5S的其他領導成員，例如迪馬尤的政客和私人朋友Alessandro Di Battista或M5S左翼派系領導人和Di Maio和Di Battista的競爭對手Roberto Fico，會跑去辦公室。
迪馬約的反對者是參議員埃琳娜·法托利（Elena Fattori）（第九屆常任參議院委員會副主席）和其他六位市議員。其中許多人幾乎是默默無聞，這引起了民主黨、北方聯盟和義大利力量黨的很多批評，認為這次投票是一次虛假的初選，唯一目的是任命Di Maio為M5S。沒有任何真正挑戰者的候選人。

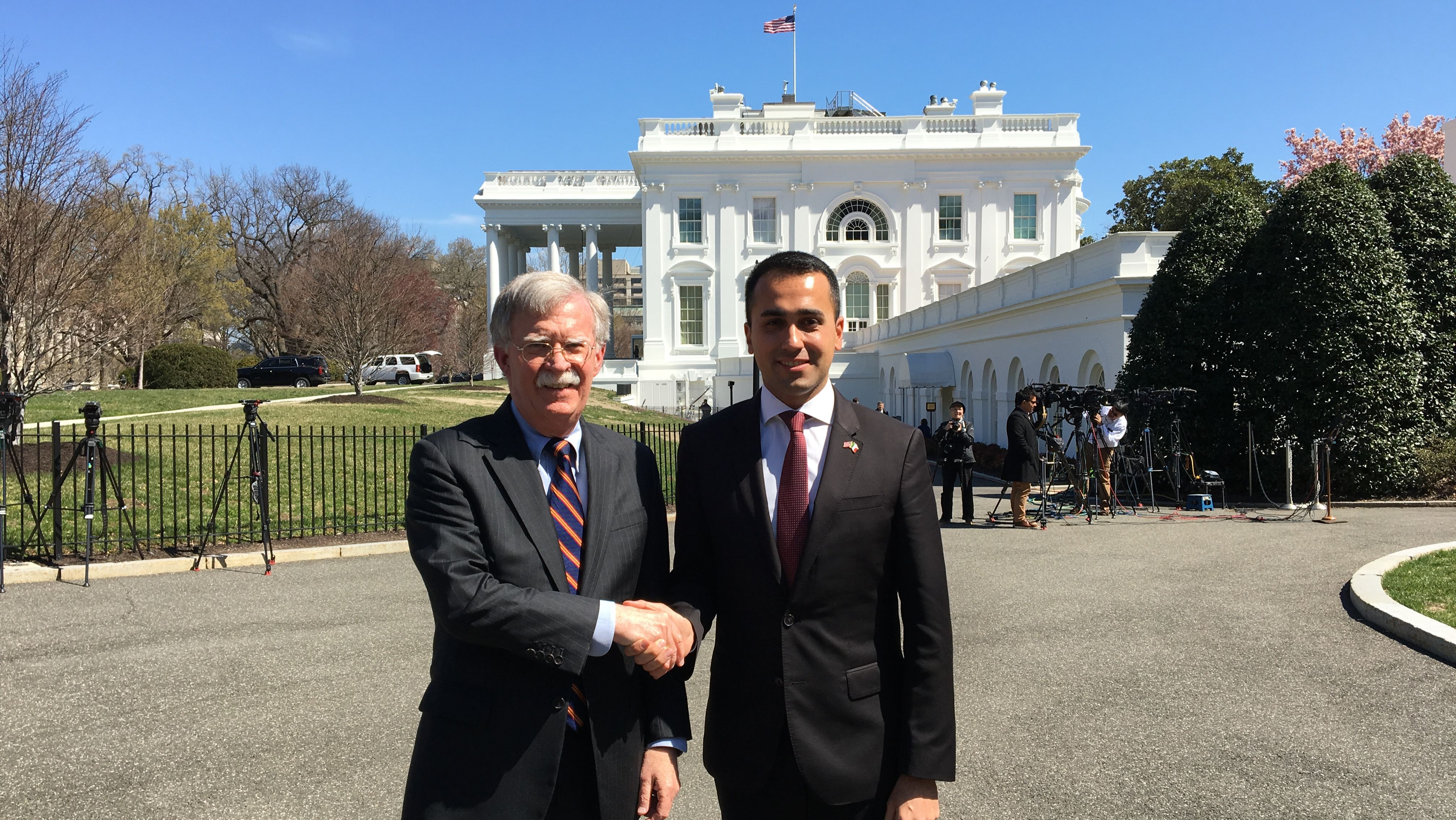
迪馬約在白宮會見美國國家安全顧問約翰·博爾頓，2019年3月

2018年6月1日，迪馬約宣誓成為副總理並且同時兼任經濟發展部長、勞動和社會政策部長。
迪馬約於2019年9月5日宣誓就任外交部長。
2022年6月，五星運動內鬨，他離黨並創立共創未來黨，創立時就已經有61個議員，並與民主中心共組名單和加入以民主黨為首的中左翼聯盟。不過，在選舉中，迪馬約在自己的那不勒斯選區中輸給五星運動推出的新候選人。而該黨在選舉中亦遭受毀滅式的打擊，與民主中心合組的「公民承諾」名單只贏得1席，而且還是民主中心的成員，換句話說，所有共創未來黨成員都敗選。到10月，創立不足半年的共創未來黨正式解散。

## 選舉歷史
| 2018年選舉 (C): 阿切拉 | 2018年選舉 (C): 阿切拉 | 2018年選舉 (C): 阿切拉 | 2018年選舉 (C): 阿切拉 | 2018年選舉 (C): 阿切拉 |
| 候選人                 | 候選人                 | 政黨                   | 得票數                 | %                      |
| ---------------------- | ---------------------- | ---------------------- | ---------------------- | ---------------------- |
|                        | 路易吉·迪马约          | 五星運動               | 95,219                 | 63.4                   |
|                        | 維托里奧·斯格比        | 中右翼聯盟             | 30,596                 | 20.4                   |
|                        | 安東尼奧·法爾科        | 中左翼聯盟             | 18,018                 | 12.0                   |
|                        | 其他                   | 其他                   | 6,315                  | 4.1                    |
| 總計                   | 總計                   | 總計                   | 150,148                | 100.0                  |

## 荣誉

### 外国勋章奖章
- 三等智者雅罗斯拉夫王公勋章（乌克兰，2022年8月23日公布[10]）

## 外部連結
- Kiss, Laura. . The Huffington Post. 3 February 2014  [25 April 2014]. （原始内容存档于2015-09-24）.